# Blighia
Blighia K. D. König è un genere di piante appartenente alla famiglia Sapindaceae, comprendente tre specie originarie dell'Africa tropicale.

## Etimologia
Il genere deve il proprio nome scientifico al capitano William Bligh, noto per essere stato capitano dell'HMS Bounty, che portò dei campioni di Blighia sapida ai Kew Gardens Londra dalla Giamaica, dove la pianta era stata introdotta probabilmente da schiavi africani.

## Descrizione
Si tratta di alberi sempreverdi. I frutti sono generalmente velenosi, ma in alcune specie, come Blighia sapida e in misura minore Blighia welwitschii, gli arilli maturi e opportunamente preparati sono edibili.

## Tassonomia
Il genere comprende tre specie:
- Blighia sapida K.D.Koenig
- Blighia unijugata Baker
- Blighia welwitschii (Hiern) Radlk.